# 제임스 립턴
제임스 립턴(James Lipton, 1926년 9월 19일 ~ 2020년 3월 2일)은 미국의 배우이다.
1994년부터 2018년까지 토크쇼 인사이드 디 액터스 스튜디오의 진행자를 맡았다.
2020년 3월 2일, 방광암으로 자택에서 숨졌다.

## 출연 작품
- 이고르와 귀여운 몬스터 이바 (2008)
- 볼트 (2008)
- 더 레이트 레이트 쇼 위드 크레이그 퍼거슨 (2005)
- 그녀는 요술쟁이 (2005)
- 지미 키멜 라이브! (2003)
- 어레스티드 디벨롭먼트 (2003)
- 콜드 스쿼드 (1998)
- 코파카바나 (1985)
- 가딩 라이트 (1952)